# Keep Telling Myself It's Alright
Keep Telling Myself It's Alright es el álbum debut de estudio del grupo Ashes Divide junto a la discográfica American RockIt's. El álbum fue lanzado en CD el 8 de abril de 2008. Anterior a su lanzamiento, la canción "The Stone" circuló por la red desde enero del mismo año.

## Lista de canciones
Todas las canciones fueron escritas por Billy Howerdel.
1. "Stripped Away"
2. "Denial Waits"
3. "Too Late"
4. "Forever Can Be"
5. "Defamed"
6. "Enemies"
7. "A Wish"
8. "Ritual"
9. "The Stone – 3:49
10. "The Prey"
11. "Sword"

## Integrantes
- Billy Howerdel − Guitarra, voz, teclado, bajo
- Josh Freese – Batería
- Devo Keenan – Chelo
- Johnette Napolitano
- Matt Skiba
- Paz Lenchantin
- Alan Moulder – Mezclas[1]